# Kiss Fábián
Kiss Fábián (Győr, 1665 – Pozsony, 1746. március 3.) ferencesrendi szerzetes.

## Élete
1686-ban lépett a rendbe, 1691-ben miséspappá szentelték föl. Magyar hitszónok volt Szombathelyt, Nyitrán és többször az újoncnövendékek mestere. 1703-ban sümegi gvárdián, 1718-ban pedig ugyanaz volt Szombathelyt.

## Műve
„Betegek Gyógyitója, Az az sümegi Pater Franciscanusok Templomában, Csudákkal tündöklő, keserves, Kereszt farul le-tétetett Sz. Fiát ölében tartó Makula nélkül való Dicsőséges Szűz Mirának Nyilvánságos Csuda-tételi, Melyeket az Úr Istennek nagyobb dücsősségére, a Boldogságos Szűznek tiszteletére, édes Nemzetünknek örömére, és szegény Hazánknak Lelki vigasztalására, a meggyógyultak Relitiója szerént egybe szedvén... világosságra bocsátott azon sümegi Conventbül egy Paer Franciscanus. Ezen Szentséges és vég nélkül való érdemű kegyes Szüzet alázatos áitatossággal tisztelő, legkis-sebb Szolgája költségén.” Nagyszombat, 1703 (névtelenül)